# Pedro I da Valáquia
 Pedro o Jovem  (1546 - Cônia,19 de Agosto de 1569) foi Príncipe da Valáquia  entre 21 de Setembro de 1559 e 31 de Maio de 1568 .
Pedro era o filho primogénito de Mircea V o Pastor e Chiajna da Moldávia, filha de Pedro Rareş da Moldávia e da sua esposa Maria. Pedro foi cognominado O Jovem pois tinha somente 13 anos quando subiu ao trono.
Após a morte do seu pai, a 21 de Setembro de 1559, os boiardos no exílio decidiram atacar. Entre 25 de Setembro e 24 de Outubro de 1559, houve três batalhas entre estes boiardos exilados e os apoiantes da família de Mircea V. Pedro enfrenta com a ajuda do Império Otomano, a oposição armada dos inimigos do seu pai. Estes são derrotados e executados sob as ordens da sua mãe, Chiajna, que na altura exercia a regência, devido à menoridade de Pedro.
Devido à sua menoridade, a mãe, Chiajna, hábil em neutralizar intrigas dos pretendentes ao trono, tomou a regência em nome do filho até este atingir a maioridade, em 1564. Contrariamente ao pai, Pedro tinha um carácter gentil e religioso. Devido ao facto de ele ser muito jovem , o país foi governado por sua mãe, que era hábil em neutralizar intrigas e pretendentes ao trono.
O Império Otomano aumentou o tributo anual devido do Principado da Valáquia. Pedro aceitou este aumento e foi para Constantinopla com um resultado impressionante para fazer sua homenagem ao sultão e pagar às várias autoridades otomanas.
Apesar da magnífica apresentação de Pedro à Sublime Porta, o governo da mãe acabou por desfavorecer os turcos. Pedro foi assim chamado a Constantinopla e encarcerado, a 31 de Maio de 1568. Pedro foi depois exilado na Síria com a sua mãe e uma irmã que se encontrava ainda solteira. Como prova do desespero de Chiajna, esta irmã de Pedro acabou por ser dada pela própria mãe ao harém do Sultão Murade III, onde faleceu a 16 de Janeiro de 1595. 
Pedro faleceu em Cônia, na Ásia Menor, em exílio, no dia 19 de Agosto de 1569, com 23 anos. 
A sua mãe sobreviveu-lhe, falecendo na Polónia em 1588.

## Casamento e descendência
Pedro casou-se, a 23 de Agosto de 1563, com Helena Crepovic, de quem teve:
- Tudorita (1566-?)